# Fudbalski klub Sloboda Tuzla
Il Fudbalski Klub Sloboda Tuzla è una società calcistica bosniaca, della città di Tuzla. Milita in Premijer Liga, la massima divisione nazionale.

## Storia
La squadra è stata fondata nel 1919 come "FK Gorkij"; ciò la rende una delle più antiche società della Bosnia ed Erzegovina. Sloboda, in molte lingue di derivazione slava, significa "libertà". Durante il periodo jugoslavo, la società disputò diverse stagioni di massima serie, non riuscendo comunque mai a conquistare alcun titolo: il miglior risultato è il terzo posto ottenuto nella stagione 1976-1977, alle spalle di Stella Rossa e Dinamo Zagabria, con conseguente qualificazione alla successiva Coppa UEFA. Ai trentaduesimi lo Sloboda affrontò gli spagnoli del Las Palmas, che vinsero facilmente la gara d'andata in territorio spagnolo; 5-0 il risultato finale. Il ritorno in Jugoslavia si concluse con una vittoria per 4-3 dello Sloboda, che non servì a ribaltare il pesante rovescio dell'andata.
Con l'indipendenza della Bosnia ed Erzegovina, la squadra ha partecipato quasi ininterrottamente, pur con alterne fortune, a tutte le edizioni del massimo campionato nazionale. Non ha mai vinto il titolo ed ha come miglior risultato il terzo posto, ottenuto in due occasioni: nel 1995-1996 e nel 2008-2009. Oltre alla coppa UEFA cui partecipò negli anni Settanta, vanta anche due apparizioni nella Coppa Intertoto, nel 2003 e 2004.

### Coppe nazionali
Lo Sloboda ha raggiunto 4 finali di Coppa nazionale (1 Coppa di Jugoslavia, 3 Coppe di Bosnia), perdendo in tutte le occasioni: nel 1971 perse contro la Stella Rossa; nel 2000 arrivò seconda in un girone finale alle spalle dello Željezničar; nel 2008 fu sconfitta dallo Zrinjski Mostar e l'anno successivo dallo Slavija.
Lo Sloboda fu la squadra protagonista delle due edizioni della Kup prvoligaša, la Coppa di Lega jugoslava. Vinse nel 1971-72 battendo 1-0 in finale lo Željezničar e fu finalista nel 1972-73 battuto dalla Stella Rossa (0-0 al Tušanj e 0-2 al Marakana).

## Rosa 2017-2018
| N. |                                 | Ruolo | Calciatore          |
| -- | ------------------------------- | ----- | ------------------- |
| 1  | Bosnia ed Erzegovina (bandiera) | P     | Adnan Hadžić        |
| 4  | Bosnia ed Erzegovina (bandiera) | D     | Ibrahim Škahić      |
| 5  | Bosnia ed Erzegovina (bandiera) | D     | Adnan Salihović     |
| 7  | Bosnia ed Erzegovina (bandiera) | D     | Darko Todorović     |
| 9  | Serbia (bandiera)               | A     | Almedin Zilkić      |
| 10 | Bosnia ed Erzegovina (bandiera) | C     | Amer Ordagić        |
| 12 | Serbia (bandiera)               | P     | Filip Erić          |
| 13 | Bosnia ed Erzegovina (bandiera) | P     | Azir Muminović      |
| 14 | Bosnia ed Erzegovina (bandiera) | C     | Vladimir Grahovac   |
| 15 | Macedonia del Nord (bandiera)   | D     | Aleksandar Lazevski |
| 17 | Bosnia ed Erzegovina (bandiera) | D     | Haris Mehmedagić    |
| 18 | Bosnia ed Erzegovina (bandiera) | A     | Ismar Tandir        |

| N.  |                                 | Ruolo | Calciatore            |
| --- | ------------------------------- | ----- | --------------------- |
| 19  | Bosnia ed Erzegovina (bandiera) | C     | Adnan Jahić           |
| 24  | Bosnia ed Erzegovina (bandiera) | C     | Edis Smajić           |
| 25  | Bosnia ed Erzegovina (bandiera) | C     | Ismar Hairlahović     |
| 30  | Montenegro (bandiera)           | C     | Miloš Kalezić         |
| TBD | Serbia (bandiera)               | D     | Aleksandar Ignjatović |
| TBD | Bosnia ed Erzegovina (bandiera) | D     | Adnan Mujkić          |
| TBD | Serbia (bandiera)               | D     | Zvezdan Đorđilović    |
| TBD | Bosnia ed Erzegovina (bandiera) | D     | Edin Salkić           |
| TBD | Serbia (bandiera)               | C     | Milan Ćulum           |
| TBD | Bosnia ed Erzegovina (bandiera) | A     | Anel Husić            |
| TBD | Bosnia ed Erzegovina (bandiera) | A     | Sulejman Krpić        |

## Rosa 2014-2015
| N. |                                 | Ruolo | Calciatore       |
| -- | ------------------------------- | ----- | ---------------- |
| 1  | Bosnia ed Erzegovina (bandiera) | P     | Irfan Fejzić     |
| 3  | Bosnia ed Erzegovina (bandiera) | D     | Perica Ivetić    |
| 4  | Bosnia ed Erzegovina (bandiera) | A     | Adnan Šećerović  |
| 5  | Bosnia ed Erzegovina (bandiera) | D     | Adnan Salihović  |
| 7  | Bosnia ed Erzegovina (bandiera) | C     | Omar Pršeš       |
| 8  | Bosnia ed Erzegovina (bandiera) | C     | Samir Efendić    |
| 9  | Bosnia ed Erzegovina (bandiera) | C     | Mirnes Selamović |
| 10 | Bosnia ed Erzegovina (bandiera) | C     | Zajko Zeba       |
| 11 | Bosnia ed Erzegovina (bandiera) | C     | Muhamed Mujić    |
| 15 | Bosnia ed Erzegovina (bandiera) | C     | Elvis Sarić      |

| N. |                                 | Ruolo | Calciatore          |
| -- | ------------------------------- | ----- | ------------------- |
| 16 | Bosnia ed Erzegovina (bandiera) | A     | Adin Džafić         |
| 17 | Bosnia ed Erzegovina (bandiera) | C     | Jasmin Mujkić       |
| 19 | Bosnia ed Erzegovina (bandiera) | C     | Semir Bajraktarević |
| 20 | Bosnia ed Erzegovina (bandiera) | C     | Almir Halilović     |
| 21 | Bosnia ed Erzegovina (bandiera) | D     | Darko Mitrović      |
| 22 | Bosnia ed Erzegovina (bandiera) | A     | Sulejman Krpić      |
| 23 | Bosnia ed Erzegovina (bandiera) | C     | Damir Mehidić       |
| 24 | Bosnia ed Erzegovina (bandiera) | A     | Igor Radovanović    |
| 95 | Bosnia ed Erzegovina (bandiera) | C     | Mirhad Mehanović    |
| -  | Bosnia ed Erzegovina (bandiera) | C     | Nenad Kiso          |

## Rosa 2011-2012
| N. |                                 | Ruolo | Calciatore       |
| -- | ------------------------------- | ----- | ---------------- |
| 1  | Bosnia ed Erzegovina (bandiera) | P     | Denis Mujkić     |
| 4  | Bosnia ed Erzegovina (bandiera) | D     | Mirza Rizvanović |
| 5  | Bosnia ed Erzegovina (bandiera) | D     | Adnan Salihović  |
| 6  | Bosnia ed Erzegovina (bandiera) | C     | Mumar Zoletić    |
| 7  | Bosnia ed Erzegovina (bandiera) | D     | Muhamer Čivić    |
| 7  | Bosnia ed Erzegovina (bandiera) | A     | Jasmin Mešanović |
| 8  | Bosnia ed Erzegovina (bandiera) | C     | Adnan Jahić      |
| 9  | Bosnia ed Erzegovina (bandiera) | D     | Mersed Malkić    |
| 10 | Bosnia ed Erzegovina (bandiera) | A     | Emir Kasapović   |
| 11 | Bosnia ed Erzegovina (bandiera) | C     | Almir Bekić      |
| 12 | Bosnia ed Erzegovina (bandiera) | P     | Tino Divković    |
| 14 | Bosnia ed Erzegovina (bandiera) | A     | Almir Šmigalović |
| 16 | Bosnia ed Erzegovina (bandiera) | C     | Samir Efendić    |
| 18 | Bosnia ed Erzegovina (bandiera) | C     | Damir Murselović |

| N. |                                 | Ruolo | Calciatore       |
| -- | ------------------------------- | ----- | ---------------- |
| 19 | Bosnia ed Erzegovina (bandiera) | A     | Alen Mešanović   |
| 21 | Bosnia ed Erzegovina (bandiera) | A     | Haris Ribić      |
| 23 | Bosnia ed Erzegovina (bandiera) | C     | Damir Hadžić     |
| 24 | Bosnia ed Erzegovina (bandiera) | C     | Joso Mandzić     |
| -  | Bosnia ed Erzegovina (bandiera) | D     | Adnan Likić      |
| -  | Bosnia ed Erzegovina (bandiera) | D     | Kenan Cejvanović |
| -  | Bosnia ed Erzegovina (bandiera) | D     | Adnan Zukić      |
| -  | Bosnia ed Erzegovina (bandiera) | D     | Samir Jogunćić   |
| -  | Giappone (bandiera)             | D     | Takeshi Miki     |
| -  | Bosnia ed Erzegovina (bandiera) | C     | Alden Aljukić    |
| -  | Bosnia ed Erzegovina (bandiera) | C     | Hasan Suljić     |
| -  | Bosnia ed Erzegovina (bandiera) | C     | Mirza Zonić      |
| -  | Bosnia ed Erzegovina (bandiera) | C     | Amar Rahmanović  |
| -  | Colombia (bandiera)             | A     | Phil Jackson     |

## Palmarès

### Competizioni nazionali
- Kup prvoligaša: 1

1971-1972
- 2. Savezna liga: 2

1958-1959, 1968-1969 (girone nord)
- Prva liga Federacija Bosne i Hercegovine: 1

2013-2014

### Competizioni internazionali
- Coppa Intertoto: 1

1983

### Altri piazzamenti
- Campionato jugoslavo:

Terzo posto: 1976-1977
- 2. Savezna liga:

Secondo posto: 1961-1962 (girone ovest), 1964-1965 (girone ovest), 1965-1966 (girone ovest), 1967-1968 (girone ovest)
Terzo posto: 1966-1967 (girone ovest)
- Kup Maršala Tita:

Finalista: 1970-1971
Semifinalista: 1965-1966, 1981-1982
- Kup prvoligaša:

Finalista: 1972-1973
- Campionato bosniaco:

Secondo posto: 2015-2016
Terzo posto: 1995-1996, 2008-2009
- Coppa di Bosnia:

Finalista: 1995-1996, 1999-2000, 2007-2008, 2008-2009, 2015-2016
Semifinalista: 1998-1999, 2017-2018